# Traditionalist Youth Network
Das Traditionalist Youth Network (TYN) ist eine rechtsextremistische Gruppe von jungen Erwachsenen. Sie vertritt die White Supremacy-Ideologie und fordert die Rassentrennung. Sie sieht in "Familie und Volk" den Kern der amerikanischen Gesellschaft.

## Geschichte
Matthew Heimbach wurde 2011 in der rechten Studentengruppe "‘Youth for Western Civilization" aktiv. Die Gruppe versuchte Republikaner und Konservative zu erreichen. Heimbach stieg jedoch aus und gründete die "White Student Union". Mit der Gründung des "Traditionalist Youth Network" ging die "White Student Union" darin auf.
Im Mai 2013 gründeten Matthew Heimbach und Matt Parrott das Traditionalist Youth Network (TYN). Laut ADL will das TYN die Vormachtstellung der Weißen festigen und einen als christlich interpretierten Rassismus durchsetzen. Die Gruppe ist gegen Modernismus, Individualismus, Globalisierung und Marxismus.
Die Mitglieder des TYN haben sich immer wieder antisemitisch geäußert und lehnen eine multikulturelle Gesellschaft ab. Der einzige bekannte Chapter besteht an der Indiana University, Bloomington, und wird von dem Suprematisten Thomas Buhls geleitet. TYN unterhält viele Verbindungen innerhalb des rechtsextremen Spektrums der USA.
Matthew Heimbach übernahm eine leitende Position in der neokonföderalistischen Gruppe League of the South und unterstützte Donald Trump bei dessen Präsidentschaftswahlkampf ab 2015.
Dem Southern Poverty Law Center und der Anti-Defamation League zufolge orientiert sich das Traditionalist Youth Network an der europäischen Identitären Bewegung.
Der parteipolitische Arm der Gruppierung nennt sich Traditionalist Worker Party und war beteiligt an der Unite the Right-Demonstration in Charlottesville am 12. August 2017, in deren Nachgang eine Gegendemonstrantin zu Tode kam.